# Росток

Внерайонный город Росток на административной карте земли Мекленбург-Передняя Померания.

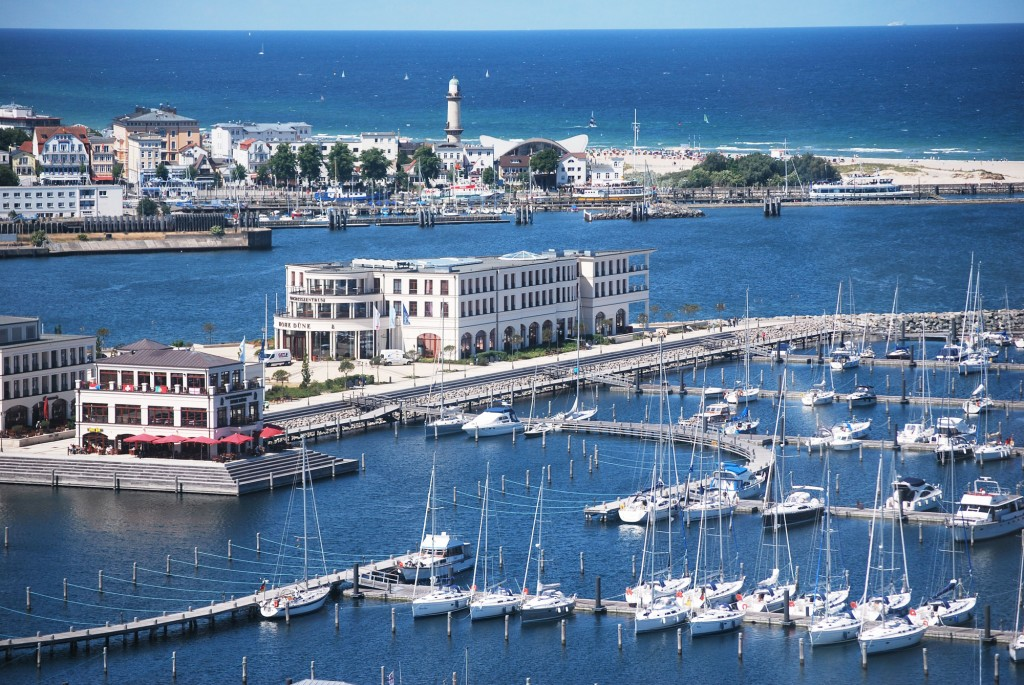
Марина и гавани для яхт, отель «Высокая Дюна» на Балтийском море, недалеко от Варнемюнде, Росток.

Ро́сток (нем. Rostock) — город в Германии, крупнейший на территории федеральной земли Мекленбург-Передняя Померания, где имеет статус внерайонного города как ганзе́йский го́род Ро́сток (нем. Hansestadt Rostock). Росток был самым крупным портом ГДР и центром восточногерманского судостроения. Является первым городом в Германии, получившим статус региополиса и единственным региополисом федеральной земли Мекленбург-Передняя Померания.

## Население
До воссоединения Германии в 1990 году в городе проживало около 250 тыс. человек.
Численность населения по оценке на 31 декабря 2017 года составляет 208 409 человек.

## География
Росток расположен на Балтийском море, в центре северного побережья Мекленбургской земли, в устье реки Варнов (нем. Warnow). Город включает 8 административных районов.

## Топоним
Принадлежит к общеславянскому языковому фонду, сохранилось также в названии нынешнего района Москвы Ростокино и означает «раздвоение на два потока».

## История
- 1161 — первое упоминание о городе датским историком Саксоном Грамматиком в связи с разрушением Генрихом Львом и датским королём Вальдемаром Первым славянской крепости Росток. Немецкое поселение на противоположном берегу упоминается впервые в документах в 1189 году.
- 1218 — старейшая часть города была официально пожалована Генрихом Борвином Первым правами Любека, что открыло для городского населения перспективы быстрого хозяйственного развития.
- 1259 — Любек, Гамбург, Висмар и Росток создают торговый союз Ганзу.
- 1323 — городской совет покупает рыбацкую деревню Варнемюнде и город получает свободный выход в море. С тех пор и в настоящее время имени города предпосылается приставка «Hansestadt».
- В лучшие для союза времена в Ганзу входило до 200 городов.
- Около 1400 — наступает время расцвета города. Строятся значительные кирпичные сооружения — церкви, монастыри, госпитали, здания ратхауза и городских ворот.
- 1419 — основание Ростокского университета, старейшего университета в Северной Европе.
- 1531 — начало Реформации в городе.
- 1573 — город признаёт власть герцога Мекленбурга.
- 1618—1648 — королевские и шведские войска попеременно в течение Тридцатилетней войны наносят городу существенный ущерб и облагают жителей контрибуцией.
- 1677 — пожар уничтожает значительную часть города. Лучшие времена города остаются в прошлом.
- 1700—1763 — город теряет своё значение вследствие упадка, наступившего из-за грабежей и выплат контрибуции в Северной и Семилетней войнах.
- 1788 — город вновь получает привилегии от властителей Мекленбурга.
- 1806 — город оккупирован войсками Наполеона. В Мекленбурге наступает «Французское время».
- 1848 — в городе, как и во всей стране, в буржуазно-демократической революции делаются неудавшиеся попытки создать демократические формы городского правления.
- 1870 — Росток становится владельцем самого крупного парусного флота Балтийского моря
- 1890 — основание акционерной судостроительной компании «Нептун» — крупнейшего индустриального предприятия города.
- 1918, 9 ноября — впервые проведены всеобщие, тайные и свободные выборы в городской парламент.
- 1933 — Штурм подразделениями SA здания рабочего собрания города.
- 1942 — в конце апреля Росток и Варнемюнде, как важные центры военной промышленности, в частности авиастроения (фирмы Хейнкеля, включая авиазавод «Мариене», и Арадо), подвергаются интенсивным бомбардировкам союзников. Удар пришелся по старинному центру города, около 40 процентов зданий было разрушено, но авиационные заводы Хейнкеля «Мариене» и «Бляйхештрассе» не пострадали[6].
- 1944 — в августе и сентябре американские «Летающие крепости» (около 300 бомбардировщиков) совершили серию дневных налётов, которыми заводы «Мариене» и «Бляйхештрассе» были уничтожены[6].
- 1945, 1 мая — город занят Красной армией.
- 1949 — с образованием ГДР в городе создаётся «Варнов-верфь», ставшая в короткое время важнейшим судостроительным предприятием государства.
- 1953 — в городе, как и по всей стране, проводится антикоммунистическая стачка.
- 1989, 19 октября — после окончания богослужения в Мариенкирхе проводится демонстрация, приведшая к крушению коммунистической власти.
- 1991 — после Первой ганзейской регаты город вновь становится притягательным центром объединённой Германии.
- После объединения двух германских государств в конце XX века население города сильно сократилось.

## Достопримечательности
- Ратуша
- Монастырь Святого Креста[нем.] (Kloster zum Heiligen Kreuz)
- Церковь Святой Марии
- Церковь Святого Петра
- Церковь Святого Николая
- Сохранилась старая городская стена и ряд башен
- Крёпелинер-штрассе, старое здание университета и другие здания в историческом центре
- Статуя в честь 60-летия Тилля Линдеманна, солиста группы Rammstein и Lindemann
- Художественно-исторический музей

Росток известен традиционной международной парусной Ганзейской регатой. На неё собираются крупнейшие парусники со всего мира, в том числе и из России, например, четырёхмачтовый барк "Седов".

## Районы города
Росток состоит из 8 округов:
1. Зеебад Варнемюнде, Дидрихсхаген, Маркграфенхайде, Хое Дюне, Хинрихсхаген, Витхаген, Торфбрюке
2. Лихтенхаген, Гросс Кляйн
3. Люттен Кляйн
4. Эверсхаген, Шмарль
5. Ройтерсхаген, Ганза-квартал, Гартенштадт
6. Крёпелинер-Тор-Форштадт, Штадтмитте, Бринкмансдорф
7. Зюдштадт, Бистов
8. Дирков-Ной, Дирков-Ост, Дирков-Вест, Тойтенвинкель, Гельсдорф, Хинрихсдорф, Круммендорф, Нинхаген, Пеец, Штутхоф, Юргесхоф

## Наука
В Ростоке находится ряд научно-исследовательских институтов. Среди них Институт демографических исследований Общества Макса Планка. Одним из основателей Института является российский учёный А. И. Яшин. Фактически Институт демографических исследований — один из крупнейших европейских международных демографических исследовательских и учебных центров. В Институте работают несколько российских сотрудников, а за более чем десятилетнюю историю его посетили десятки учёных из России. Особенностью Института является изучение современных демографических проблем, в том числе на стыке биологии, биодемографии и геронтологии.

## Выдающиеся жители города
- Иохим Юнг (нем. Joachim Jungius, 1587—1657), уроженец Любека, работал в университете Ростока. Работая в качестве профессора математики, способствовал развитию точных наук. Он организовал первое в Германии научное общество («Societas ereunetica»). В его честь был основан фонд, выдающий премии его имени.
- Тихо Браге (лат. /нем. Tycho Brahe, 1546—1601), датчанин. Посещал университет города. Знакомство учёного с Николаем Коперником способствовало его успешной работе в области астрономии во время Пражского периода деятельности астронома, хотя Браге не согласился полностью с точкой зрения Коперника. Здесь же, в Ростоке, Браге потерял в жестокой драке свой нос.
- Гебхард Леберехт фон Блюхер (нем. Gebhard Leberecht von Blücher, 1742—1819). Уроженец города. Национальный герой Германии, борец за её независимость в Освободительной войне с Наполеоном, прозванный находящимися в его подчинении русскими солдатами «Маршал вперёд». Надпись на его памятнике сочинена самим Гёте.
- Френ, Христиан Данилович (нем. Christian Martin Joachim Frähn, 1782—1851). Уроженец города. Выдающийся востоковед — один из основателей научной арабистики и нумизматики в России. Образование получил в городском университете. С 1807 г. и до самой кончины жил и работал в России. Академик Петербургской академии наук.
- Иоган Генрих Тишбейн (нем. Johann Heinrich Tischbein, 1803—1881), конструктор первого океанского винтового парохода «Erbgroßherzog Friedrich Franz», давшего импульс развитию национального немецкого судостроения
- Альбрехт Коссель (нем. Albrecht Kossel, 1853—1927), медик и психолог, начинал свою деятельность в Ростоке. В 1910 году он получил Нобелевскую премию по медицине за свои работы в области цитологии.
- Генрих Тессенов (нем. Heinrich Tessenow, 1876—1950), основатель нового направления в строительстве, названного его именем. Уроженец города.
- Эрнст Хейнкель (нем. Ernst Heinkel, 1888—1958), предприниматель и владелец авиационной фирмы, работавший в городе с 1922 по 1958, предложивший множество решений в области авиационной техники. Под его руководством 27 августа 1939 был совершён первый в истории реактивной авиации полёт на самолёте He 178. На его предприятиях в годы войны работали в нечеловеческих условиях десятки тысяч узников концлагерей. В годы войны город сильно пострадал от бомбардировок союзников в немалой степени от того, что он был местом расположения авиационных заводов.
- Ганс-Иохим Пабст фон Охайн (нем. Hans-Joachim Pabst von Ohain, 1911—1988), конструктор реактивного авиационного двигателя HeS 3 B, обеспечивший создание первых образцов реактивной авиации.
- Адольф Вильбрандт (1837—1911) — немецкий драматург.
- Анна Экнер — шорт-трекистка, призёр чемпионата Европы по шорт-треку 1998 года, участница зимних Олимпийских игр 1998 года.
- Катрин Вебер — шорт-трекистка, призёр чемпионата Европы по шорт-треку 1998 года[7]. Участница зимних Олимпийских игр 1998 года[8].
- Ульрика Леманн — шорт-трекистка, призёр чемпионата Европы по шорт-треку 2002 и 2004 года[9]. Участница зимних Олимпийских игр 2002 года[10].

## Спорт

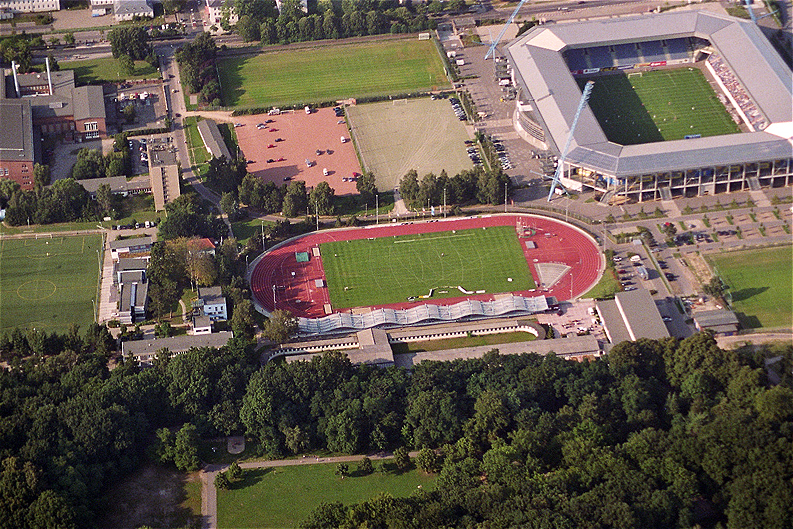
Остзештадион и легкоатлетический стадион

В Ростоке 28 декабря 1965 года основан известный футбольный клуб «Ганза», ставший последним чемпионом ГДР в 1991 году. Место проведения домашних игр — Остзештадион, вместимостью 29 тысяч зрителей (после реконструкции 2001 года). В настоящее время «Ганза» играет в Третьей Лиге. «Ганза» в течение долгого времени считается одной из самых успешных команд Восточной Германии. По числу членов фан-клубов (3,8 млн.) находится в Германии на 4-м месте после «Баварии», дортмундской «Боруссии» и «Шальке 04».
Помимо футбольной команды в Ростоке есть хоккейная команда «Пираньи», гандбольная «Эмпор», волейбольная «Варнемюнде», а также команды по хоккею на траве и инлайн-хоккею.
В 1984 году город принимал мужской гандбольный турнир игр «Дружба-84».
В Ростоке родились следующие известные спортсмены:
- Рольф Эстеррайх — немецкий фигурист. Серебряный призер олимпийских игр-1976 в парном катанием
- Норберт Трилофф — немецкий футболист, полузащитник. Серебряный призер олимпийских игр-1980 в составе сборной ГДР.
- Андреас Тевс — немецкий боксёр-любитель, олимпийский чемпион (1992) и чемпион Европы среди любителей, призёр Олимпийских игр и чемпионата Европы.
- Ян Ульрих — профессиональный немецкий велогонщик, победитель «Тур де Франс» (1997) и «Вуэльты» (1999), олимпийский чемпион (2000) и чемпион мира.

## Религия
Наиболее многочисленной религиозной общиной в Ростоке является лютеранская, принадлежащая к Лютеранской Церкви Мекленбурга.
В городе существуют также общины других протестантских конфессий (баптисты, методисты, Плимутские братья, адвентисты седьмого дня), а также Новоапостольская церковь.
С 1995 года ростокские католики принадлежат к вновь основанному гамбургскому епископату.
С 2000 года в городе действует приход Святой Блаженной Ксении Петербургской Русской Православной Церкви. Приход относится к Берлинско-Германской епархии Московского Патриархата и находится (с 2006 года) близко к центру города на Тюненштрассе (Thünenstraße, 9).
Также в городе действуют синагога и мечеть.

## Города-побратимы
- Щецин, Польша
- Турку, Финляндия
- Варна, Болгария
- Дюнкерк, Франция
- Рига, Латвия
- Бремен, Германия
- Антверпен, Бельгия
- Орхус, Дания
- Гётеборг, Швеция
- Берген, Норвегия
- Роли, Северная Каролина, США
- Риека, Хорватия
- Далянь, Китай

## Галерея

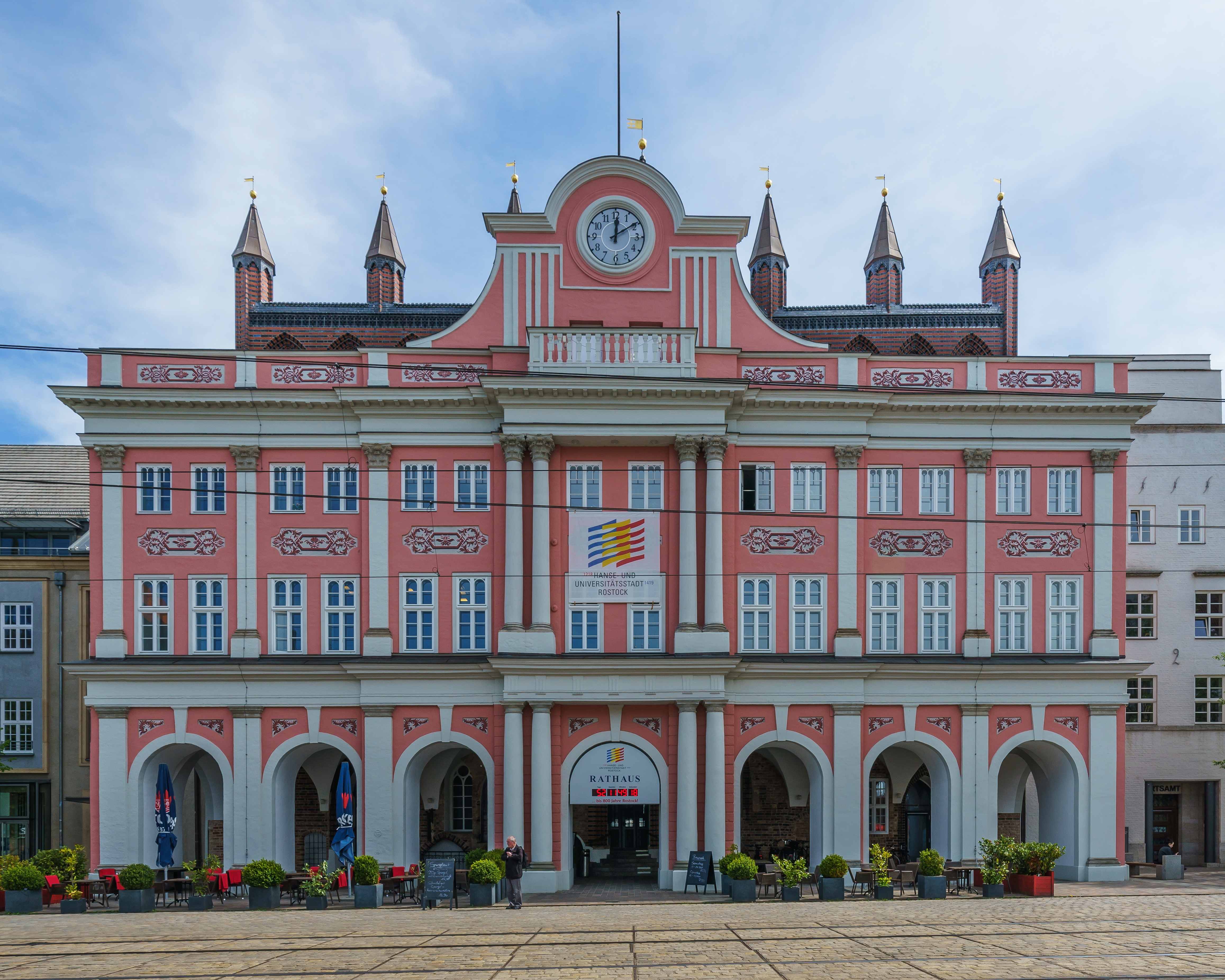
Ратуша
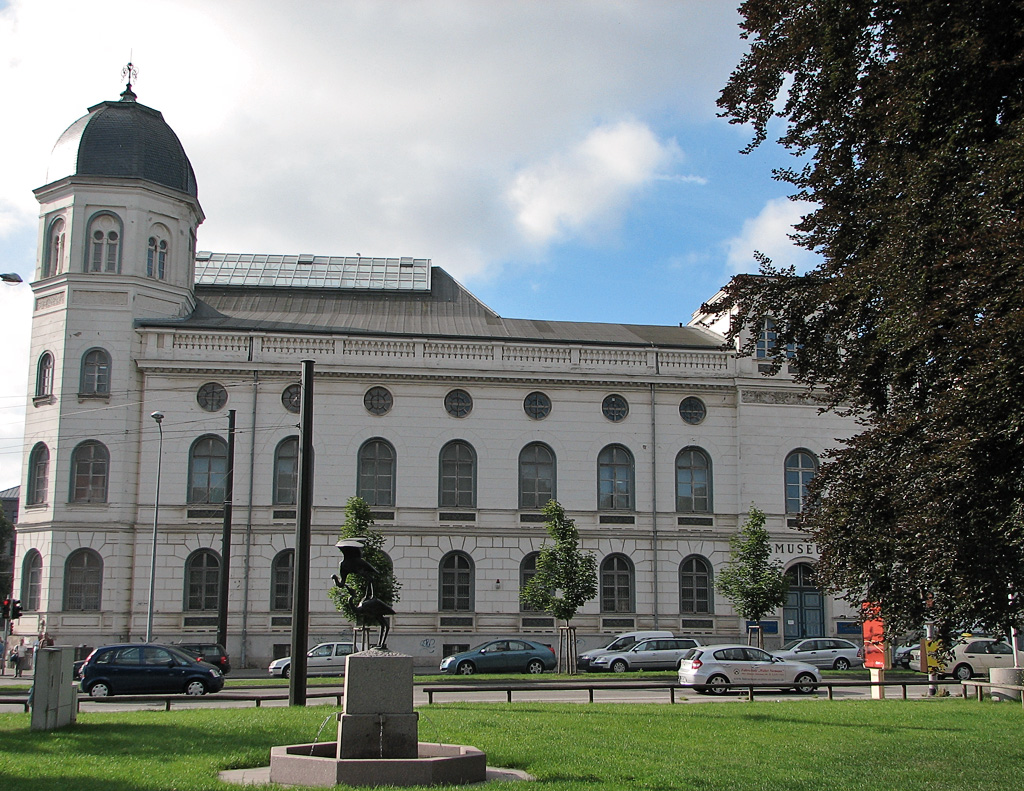
Музей судоходства
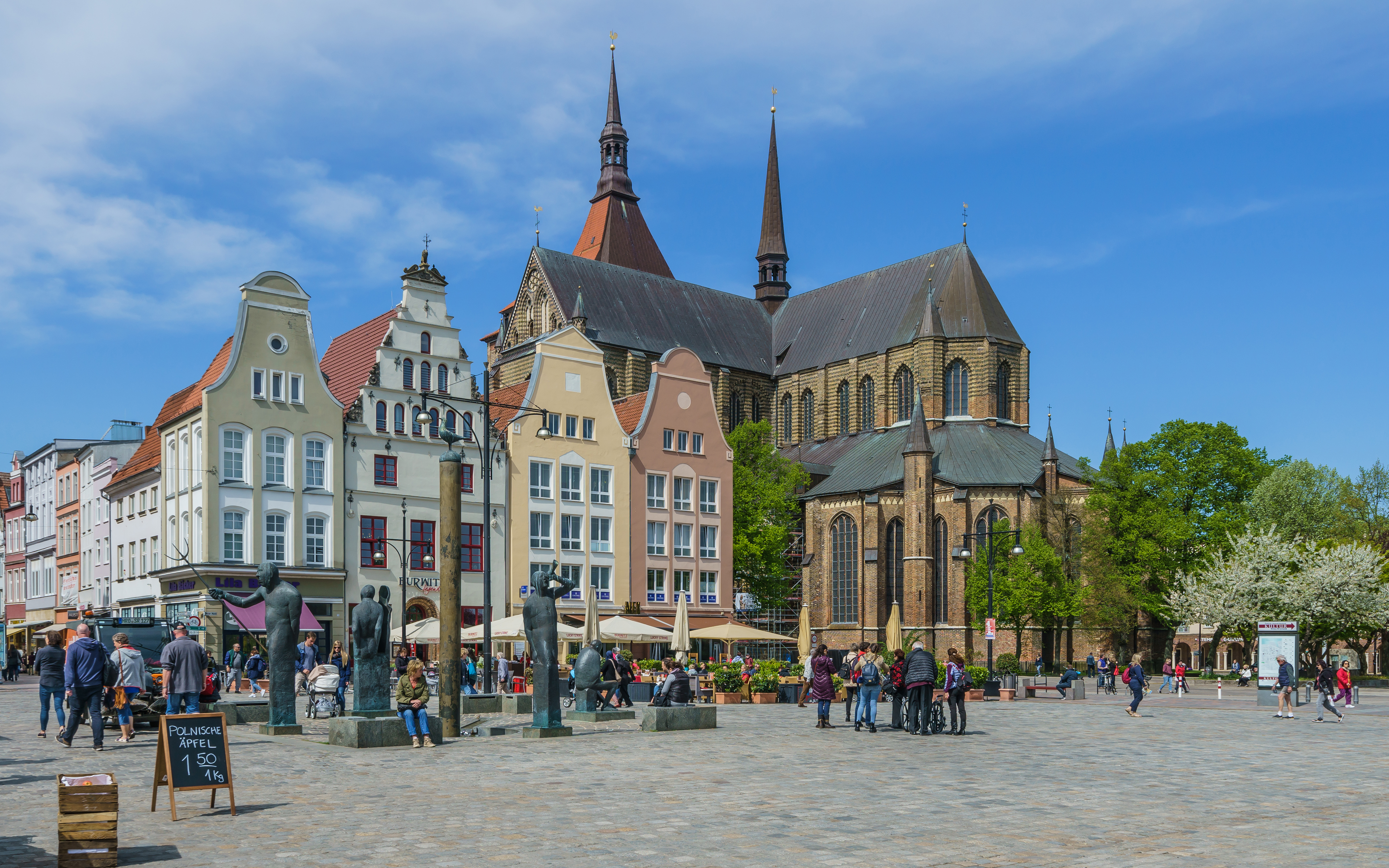
Новая рыночная площадь
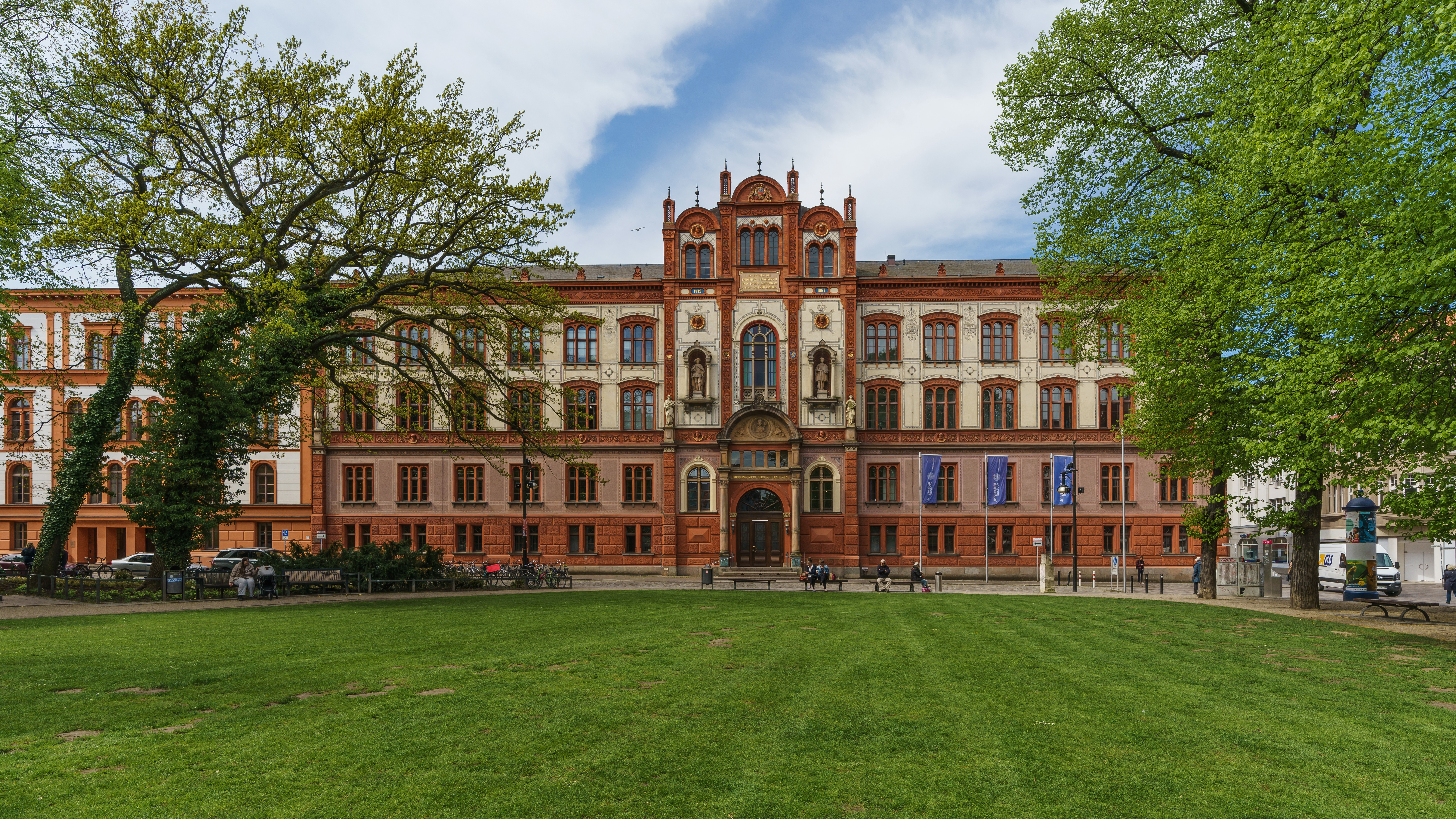
Главное здание Университета
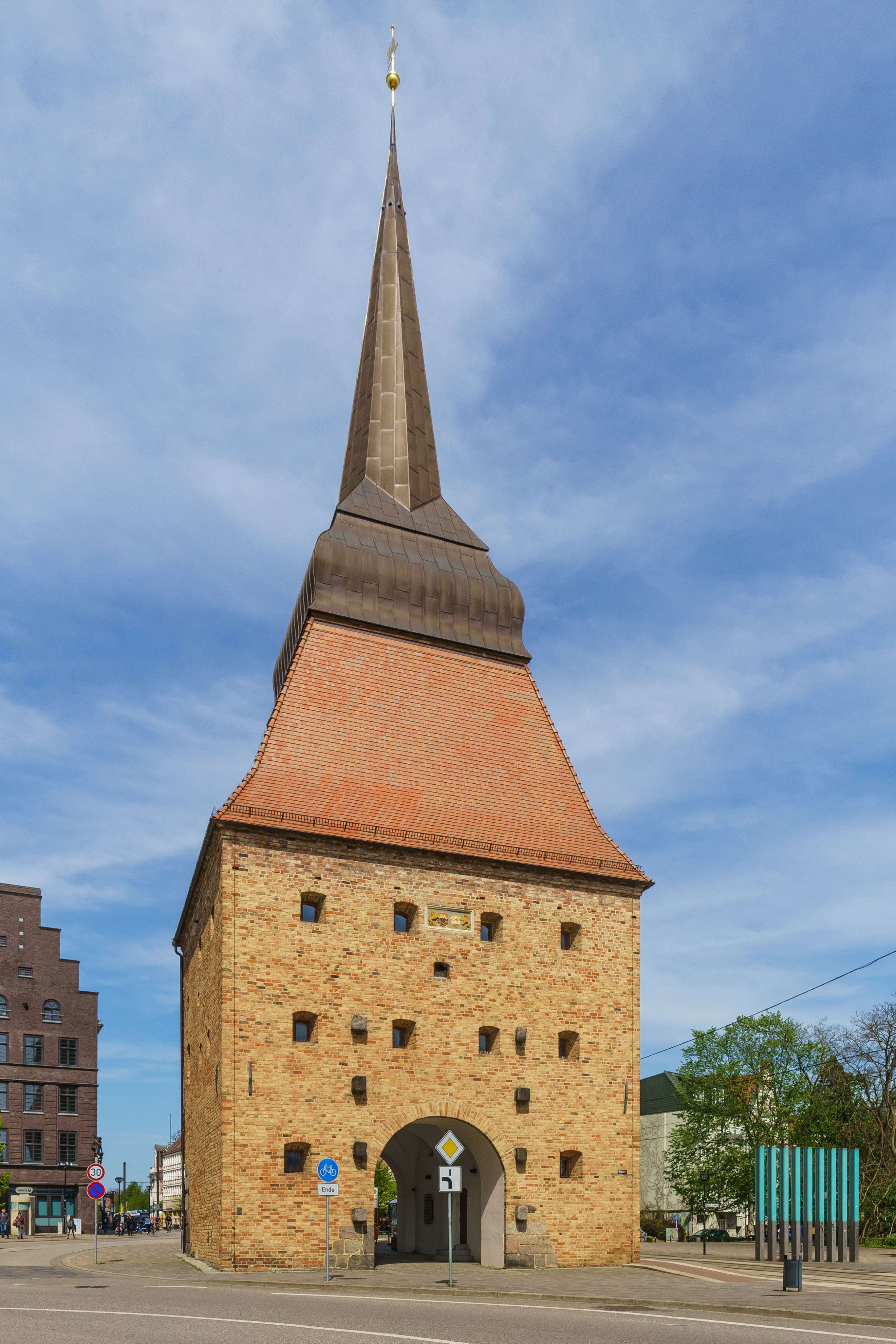
«Каменные ворота»
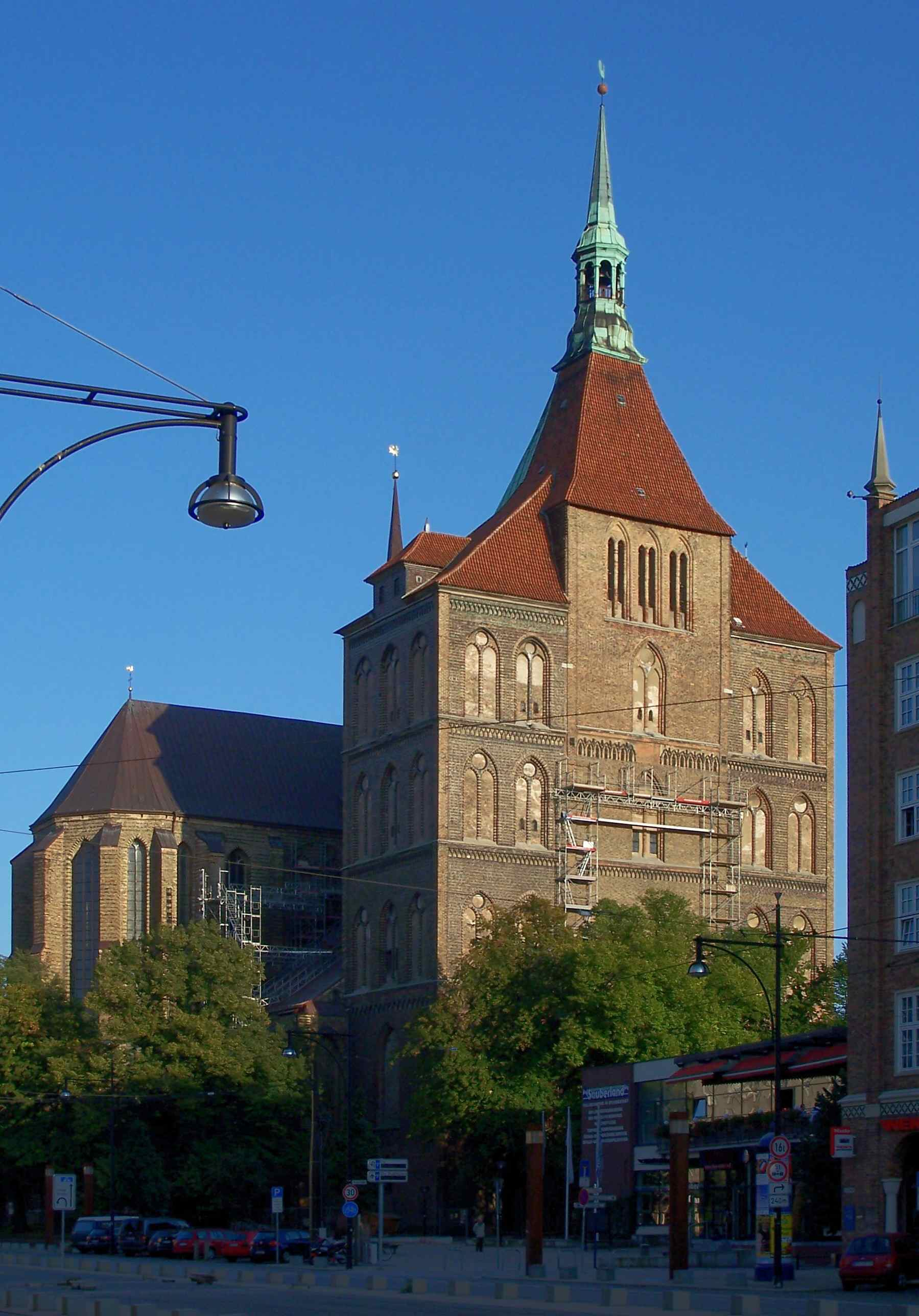
Церковь св. Марии
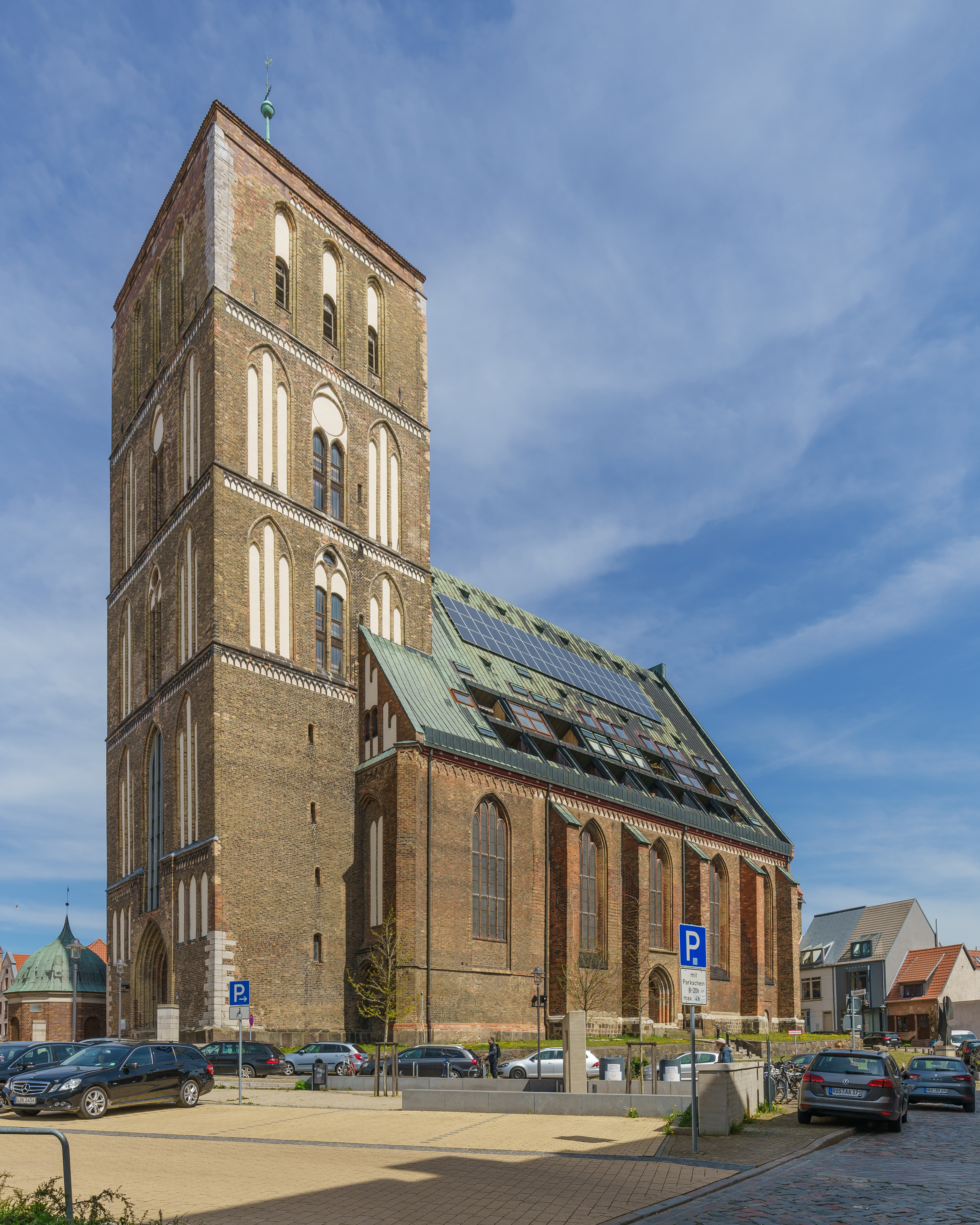
Церковь св. Николая
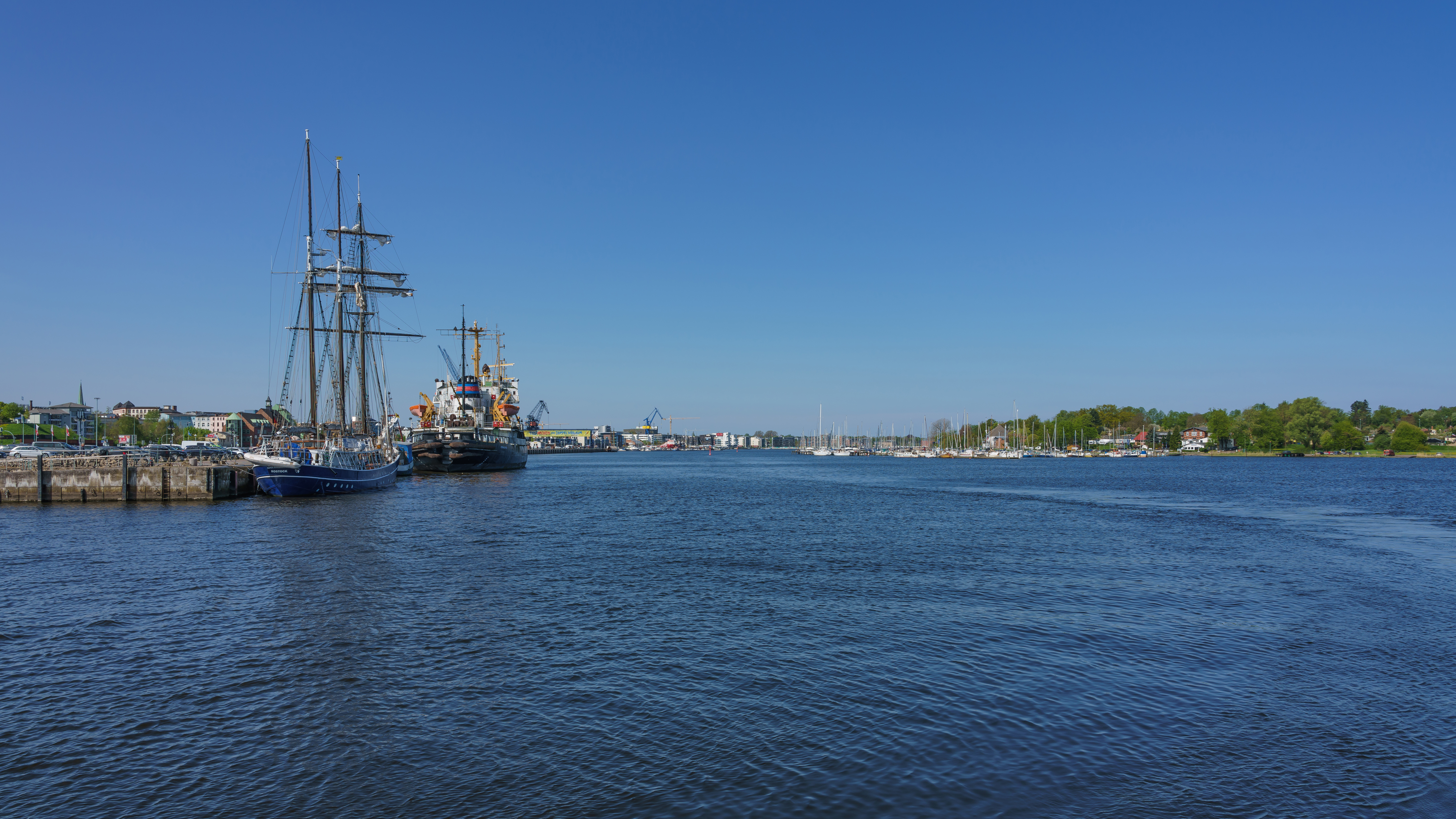
Бывший порт
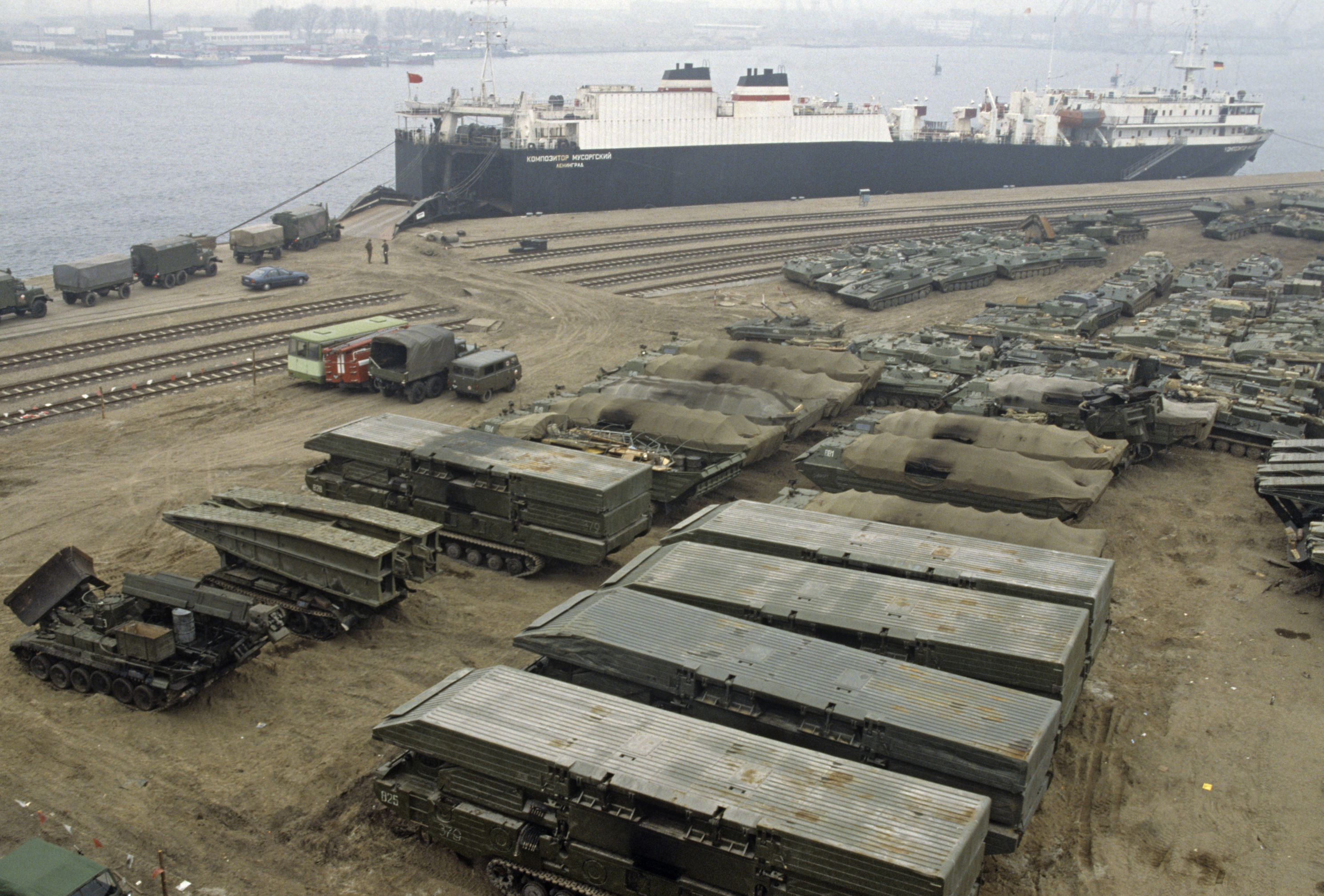
Погрузка военной техники ЗГВ, 1991 г.
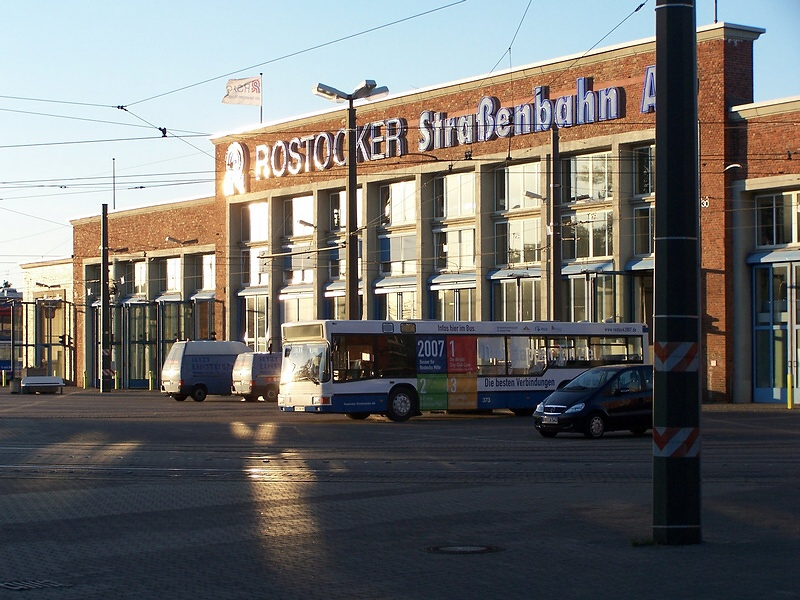
Автовокзал